# Matteo Salvi

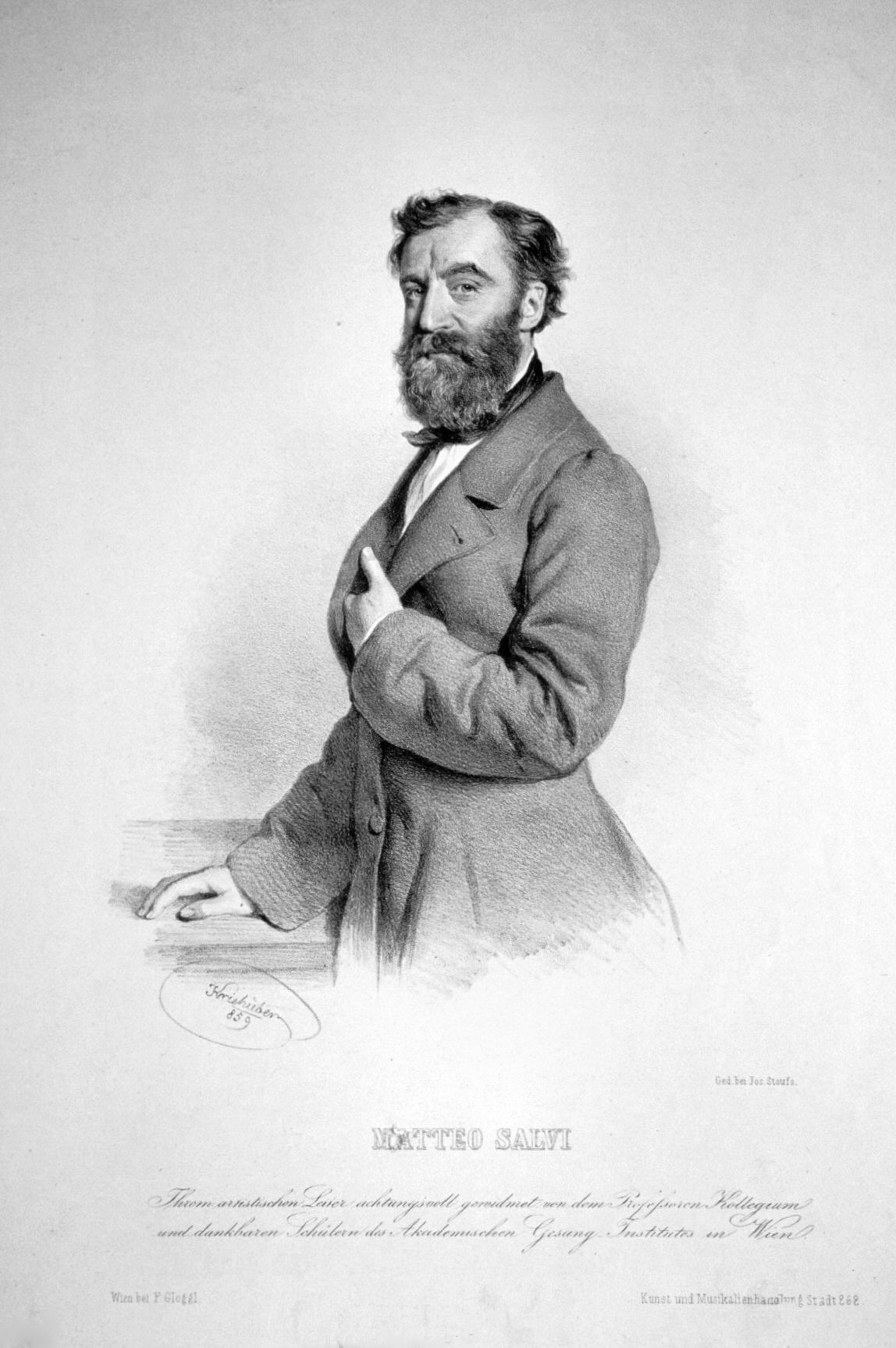
Matteo Salvi, Lithographie von Josef Kriehuber (1859)

Luigi Matteo Salvi (* 24. Oktober 1816 in Sedrina, Italien; † 16. Oktober 1887 in Rieti) war ein italienischer Komponist und Dirigent.

## Leben
Bereits im Alter von acht Jahren wurde er in das renommierte Liceo musicale in Bergamo aufgenommen, das unter der Leitung von Johann Simon Mayr stand. Dort wurde er im Gesang und Komposition ausgebildet. Mit 18 Jahren übernahm er am Institut die Stelle eines Klavierlehrers und war ab 1839 Kapellmeister an beiden Theatern in Bergamo. 1842 holte ihn Gaetano Donizetti nach Wien, bei dem er, wie auch bei Simon Sechter Unterricht nahm. 1842 bzw. 1847 wurden seine Opern La Primadonna und Caterina Howard am Kärntnertortheater mit großem Erfolg aufgeführt. Die Werke Lara und I Burgravi wurden 1843 bzw. 1845 an der Mailänder Scala zur Uraufführung gebracht. Salvi sollte die Leitung der italienischen Oper in Wien übernehmen. Das Revolutionsjahr 1848 durchkreuzte alle Pläne, denn in den folgenden Jahren gab es keine italienische Opernsaison in Wien und Salvi musste, trotz aller Erfolge sein Leben als Gesangslehrer fristen. 1854 leitete er die Aufführung von Gioachino Rossinis Stabat Mater mit 1500 Mitwirkenden. Er übernahm weiter die Leitung der Akademie der Tonkunst, die er zeitweise Zusammen mit dem Gesangslehrer Giovanni Gentiluomo leitete. 1860 zum wurde er zum provisorischen Leiter der Wiener Hofoper ernannt, deren Direktion er 1864 bis 1867 übernahm. In dieser Zeit bestand in dem Haus auch eine von ihm gegründete Opernschule. 1875 bis 1878 übernahm er die Leitung des Konservatoriums in Bergamo. Während er in Wien mit dem Vorurteil zu kämpfen hatte, er bevorzuge die italienische Musik, war er nun in Bergamo dem Vorwurf der Nähe zum österreichischen Kaiserhaus ausgesetzt. Ab 1879 finden wir ihn in Rieti, wo er Gaetano Donizettis Oper Le duc d’Albe komplettierte, die 1882 in Rom uraufgeführt wurde.

## Werke (Auszug)
- La Primadonna (1843)
- Lara (1843)
- Burgravi (1845)
- Catarina Howard (1847)
- Messa: a voci sole con accompagnamento d' organo
- Cantata per soli e coro con orchestra: la gloria e la musica apoteosi di Mayr

## Schüler (Auswahl)
- Marie Deetz

## Ehrung
- In Wien wurde im Jahr 2010 die an den Stammersdorfer Zentralfriedhof angrenzende Gasse in Wien-Floridsdorf (21. Bezirk) in Gedenken an Salvi in Salvigasse benannt.[1]